# Costa Rica nos Jogos Olímpicos de Verão de 1980
A Costa Rica competiu nos Jogos Olímpicos de Verão de 1980, realizados em Moscou, União Soviética.